# 마크 V 전차

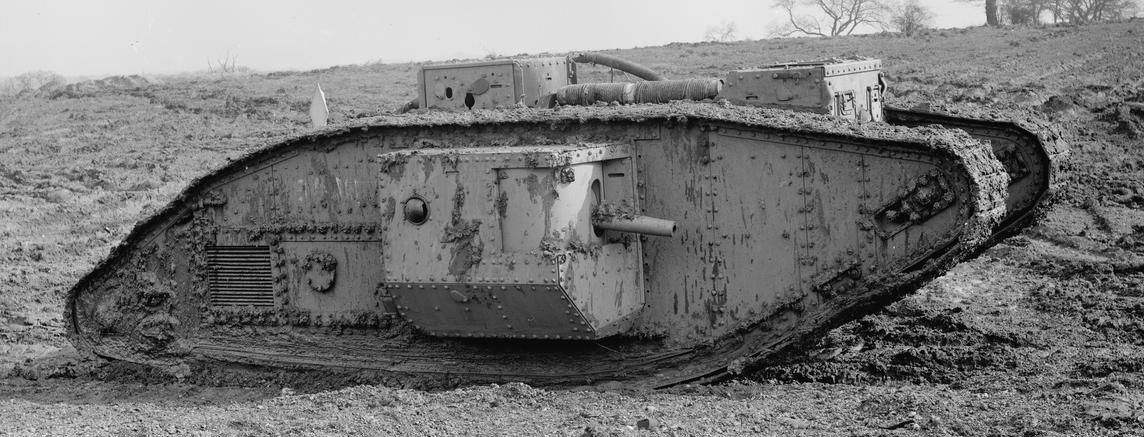
마크 V 전차

마크 V 전차(Mark V)는 마크 IV 전차의 개량형이다.
전차는 새로운 조향 시스템, 변속기 및 150bhp 엔진과 같은 측면에서 에 비해 개선되었지만, 다른 부분에서는 부족했으며, 특히 환기가 충분하지 않아 승무원에게 일산화탄소 중독이 발생하기도 했다.
마크 5 전차는 1918년 7월, Battle of Hamel에서 서부 전선에 처음 배치되었다.
이후엔 두 가지 주요 추가 개량이 있었는데, 더 길어진 마크 5*과 더욱 강력한 엔진과 더 넓은 궤도를 갖춘 마크 5**가 있었다. 그러나 마크 5***는 프로토타입으로만 남고 실제로 생산되진 않았다. 오늘날에는 11대의 마크 5 전차가 남아있다.

## 역사
마크 5는 처음에 완전히 새로운 디자인의 전차로 계획되었으며, 목재 프로토타입이 완성되었다. 그러나 원래 마크 4 전차용으로 계획된 새 엔진과 변속기가 1917년 12월에 사용 가능하게 되었을 때, 생산 중단을 방지하기 위해 개량형 마크 5의 설계가 처음으로 중단되었다.
마크 5의 생산은 1917년 말, Metropolitan Carriage & Wagon에서 시작되었다. 이후 생산된 전차는 1918년 5월 프랑스에 도착하였다.
마크 5 전차는 6파운드 주포와 기관총으로 무장한 "Male"과 기관총만 무장한 "Female"로 구분한다. 그중 몇몇대의 전차는 1대의 Male급 전차와 1대의 Male급 전차를 서로 끼워 맞춰 Hermaphrodites급으로 개조되기도 했다. 이는 독일군이 노획한 Male급 전차나 독일군의 A7V 전차에 직면했을 때 Female급 전차가 화력을 잃지 않도록 하기 위한 것이였다.
이후, 마크 5는 더 개량된 마크 6 전차가 뒤따를 예정이었으나, 영국, 미국, 프랑스의 공장에서 충분한 생산을 하기 위해 1917년 12월에 생산을 포기했다. 1919년엔, 마크 8 전차가 1919년 공세를 위해 개발되었으나, 전쟁이 1918년 11월에 종전되었고, 마크 8 전차는 생산되지 않았다. (단, 영국에서 생산된 마크 8들은 모조리 폐기되었다.). 전쟁이 끝난 후, 대부분의 영국군 전차부대가 해산되어 영국군의 관심은 마크 5와 같은 전차보다는 더 가볍고 빠른 경전차로 옮겨갔고, 마크 5는 1920년대 중반에 부분적으로 Vickers Medium Mark I 전차들로 대체되었다.

## 내부 엔진

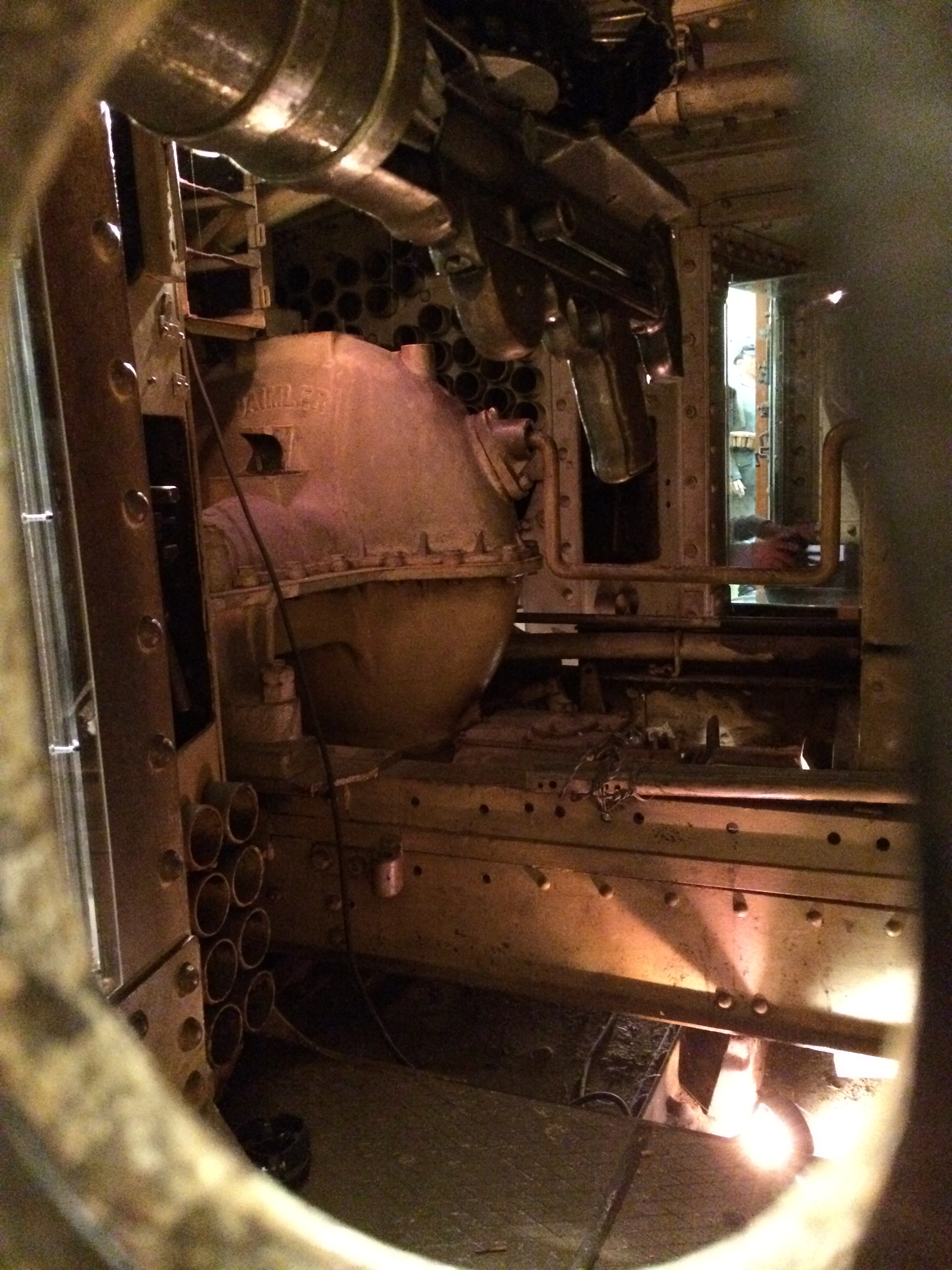
마크 5 전차 후면의 거대한 차동 기어

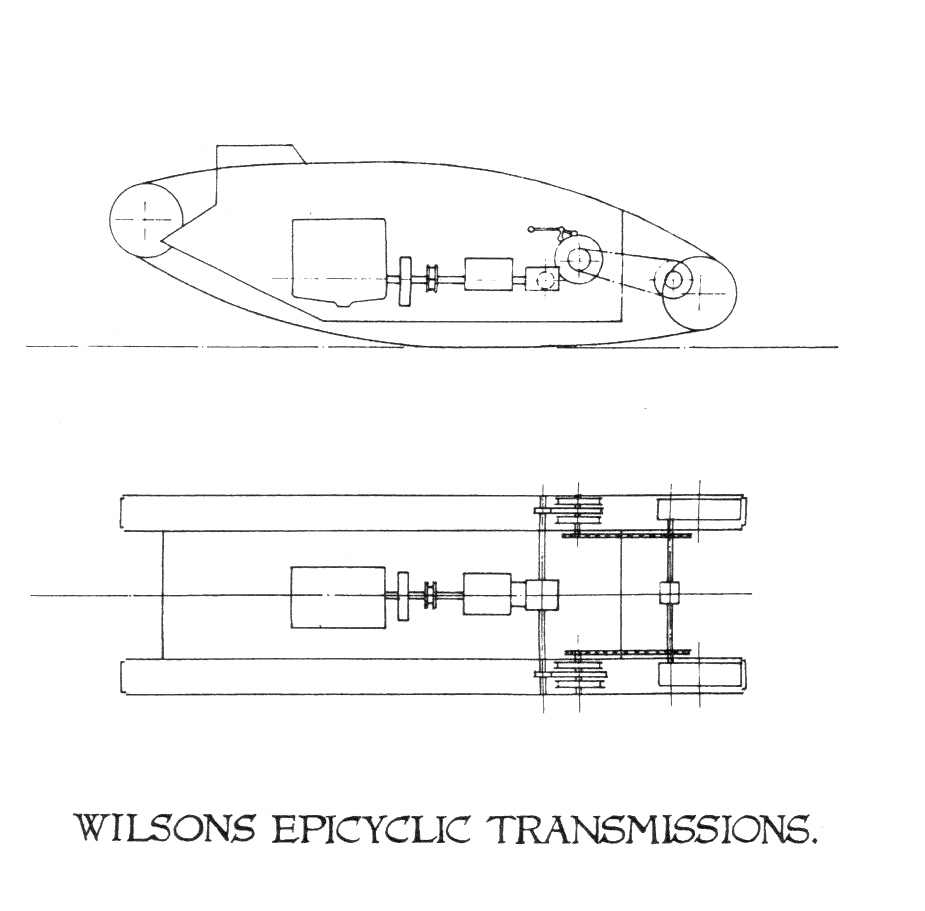
Wilson epicyclic transmission의 다이어그램

1917년 초, 일부 영국 전차들은 Albert Gerald Stern이 주문한 다양한 실험용 동력 장치 및 변속기들로 테스트되었다. 여기에는 Major Walter Gordon Wilson이 설계한 가솔린 전기 방식, 유압 시스템, 다중 클러치 시스템들이 있었고, Wilson의 설계는 생산이 가능하며, 장점도 많아 후기의 전차에 사용하기 위해 장착되었다.

## 문제
마크 5의 Ricardo 엔진은 여전히 승무원실의 중앙에 있어 발열로 인해 여전히 승무원들의 상태가 좋지 않았다. 엔진의 커다란 소음도 승무원들의 의사소통을 방해하였다.
그 중 환기는 마크 5의 가장 취약한 부분이었다. 이전의 Marks 1 ~ 4 전차들은 전차 내부에서 라디에이터를 통해 차가운 공기를 끌어온 다음, 통풍구를 통해 공기를 배출하여 승무원들에게 지속적으로 공기를 공급한것에 비해, 마크 5는 전차 외부에서 라디에이터를 가로질러 공기를 빼낸 다음, 통풍구를 통해 공기를 배출하는 방식을 사용하여 승무원 구획 내부의 공기를 순환시키지 못한 상태로 남겼다. 사실 이 구조는 마크 5의 승무원들에게 깨끗한 공기를 안정적으로 공급하기에는 부적절하였다. 그로 인해 배기가스와 총기들의 연기가 승무원실 내부로 빠져나가지 못해 많은 승무원들이 고통스러워했고, 가장 극단적인 경우에는 의식을 잃기까지도 했다. 어느 쪽이든 이는 전차가 몇시간 이내에만 전투할 수 있다는걸 알려준다.

## 전투 기록

### 서부전선
마크 5는 1918년 7월 4일, Battle of Hamel를 통해 데뷔하였으며, 60대의 마크 5 전차들은 Bullecourt에서 호주 군대를 성공적으로 지원했다.
1918년 8월에는, Battle of Amiens에서 288대의 마크 5 전차들과 신형 마크 5*이 독일의 방어선을 뚫어냈고, 이는 현대 기갑전의 시작과 함께 참호전의 종식을 알렸다.
USA 301st Heavy Tank Battalion은 1918년 9월 27일, 힌덴부르크 라인에 대한 첫 전차전에서 19대의 마크 5 전차와 21대의 마크 5* 전차들로 무장했었다. 그중 9대의 마크 5*은 포병들에게 큰 피해를 입었고, (1대는 완파됨) 2대는 영국의 기뢰에 손상을 입었고, 5대는 기술적 문제로 손상을 입었으며, 2대는 참호에 빠지는 등 큰 손실이 있었으나, 목표를 달성하긴 하였다.

### 적백내전
적백내전 기간 중, 영국이 백군에게 공급한 약 70대의 마크 5 전차가 내전중 적군에 의해 노획되어버렸고, 적백내전동안 적군을 위해 사용되었다. 이 70대의 마크 5 전차들은 이후의 조지아 침공과 Battle of Tbilisi에서 적군의 승리에 기여하기도 하였다. 아무튼, 1919년에는 러시아 북부에서 4대의 마크 5 전차들이 아르한겔스크의 백군에 전달되었고, 또다른 4대는 2대의 르노 FT 17 전차와 함께 에스토니아 수도인 탈린에 전달되었다.
이후의 전투에서 마지막으로 확인된 마크 5 전차의 출전은 1941년 8월, 독소전쟁 중 독일군에 대항하여 탈린을 방어하는 동안 소련군에 의해 이루어졌다. 전투 중 마크 5 전차는 움직이는 요새로 사용되었고, 이후엔 폐기된 것으로 여겨진다.

### 베를린 공방전
1945년, 연합군은 베를린에서 심하게 손상된 2대의 마크 5 전차를 발견했다. 증거에, 따르면 이 전차들은 적백내전 중 격파되지 않았던 것들이며, 이는 1941년의 독소전 이후 베를린으로 옮겨지기 전에 러시아의 스몰렌스크에서 온 것으로 추정된다. 그러나 이 전차들은 베를린 공방전에 적극적으로 참여했다는 기록은 확인되지 않았다.

## 오늘날 남아있는 전차들
오늘날엔 11대의 마크 5 전차가 남아있다. 그중 대다수는 러시아나 우크라이나에 남아있으며, 적백내전 동안 백군을 돕기 위해 보내진 전차들이다.
- 보빙턴 전차 박물관에는 한 대의 마크 5 Male급이 남아 있다. 1925년부터 보빙턴에 있었고, 옛 전장의 시연과 촬영에 사용되었다[11] 이 전차는 지금도 작동이 되지만, 박물관은 현재 많이 약해진 전차에 가해질 마모 때문에 다시 작동하지 않기로 결정했다.[12]
- 복원된 마크 5의 Male급, Devil은 런던의 대영제국 전쟁 박물관에 남아 있다. 본디 전차의 내부까지 구경할 수 있었지만, 2013년 ~ 2014년까지의 수리동안 전차의 내부가 보이지 않게 재배치되었다.[13]
- 한 대의 마크 5* Male급은 2010년부터 National Armor and Cavalry Museum의 Fort Benning, Georgia 전시관의 전시되어 있다.
- 한 대의 마크 5 Female급은 아르한겔스크에서 기념관에 전시되어 있다. 이 전차는 원래 적백내전 중 백군에 의해 사용되었다.
- 한 대의 마크 5** Female급, 일명 Ol'Faithful 도 보빙턴에 보존되어 있다.
- 한 대의 마크 5 Composite급은 우크라이나의 M. F. Sumtsov Kharkiv Historical Museum에 남아 있다.
- 한 대의 마크 5 Composite가 러시아의 쿠빙카 전차 박물관에 남아 있다.

## 갤러리

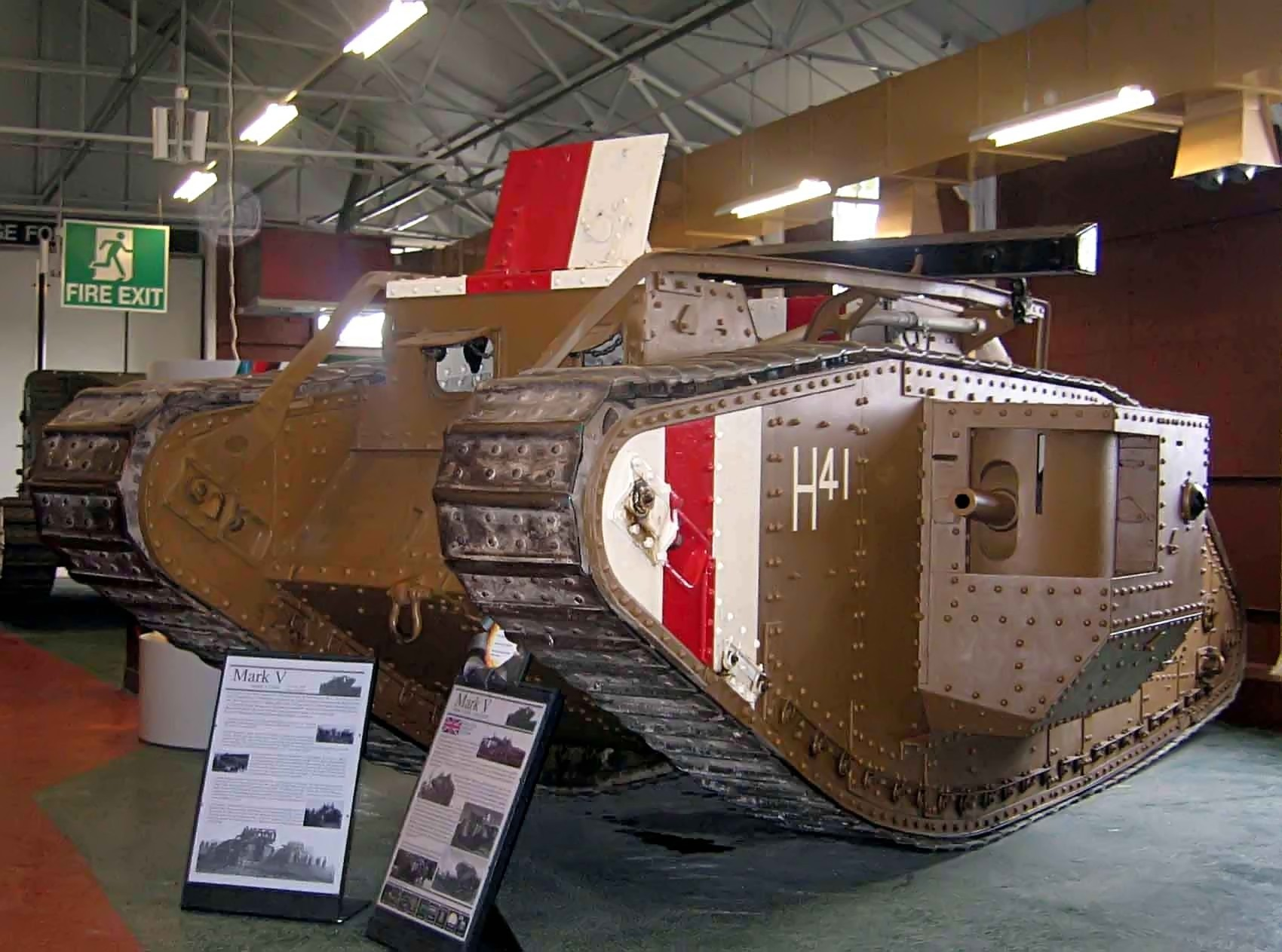
보빙턴 전차 박물관에서의 제 2차 세계 대전 초기까지 사용된 마크 5 전차
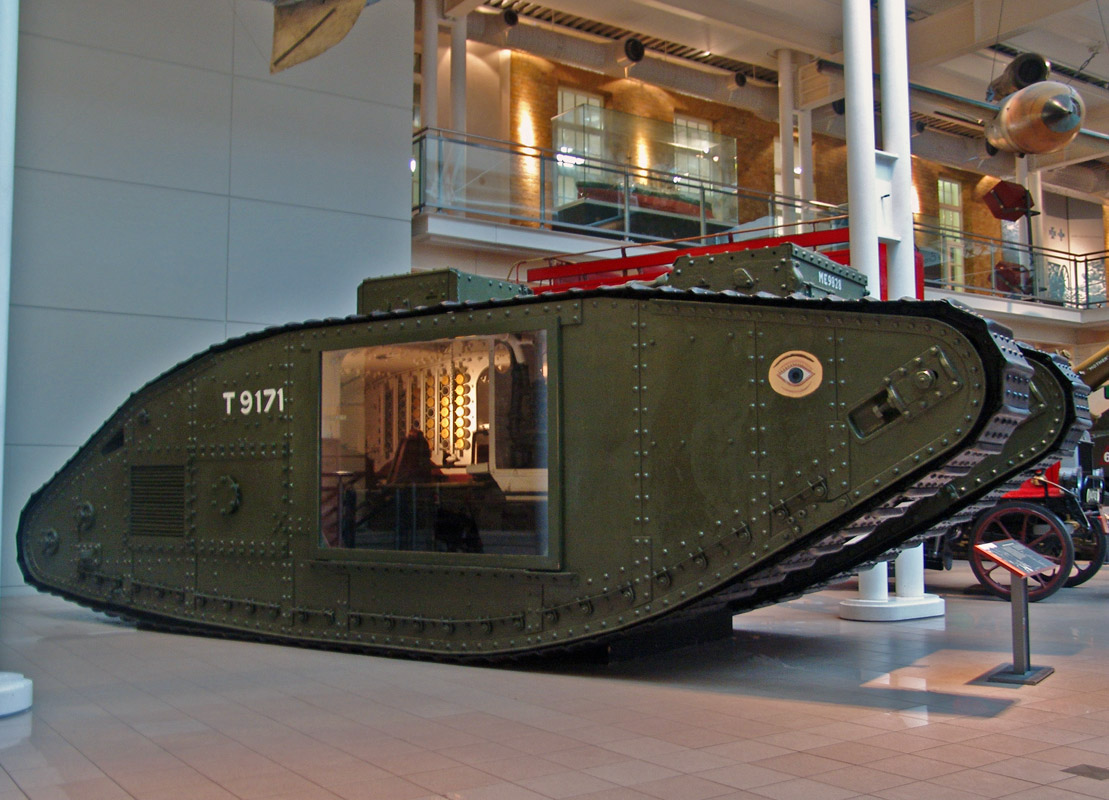
2006년의 런던의 Imperial War Museum에서의 마크 5 전차
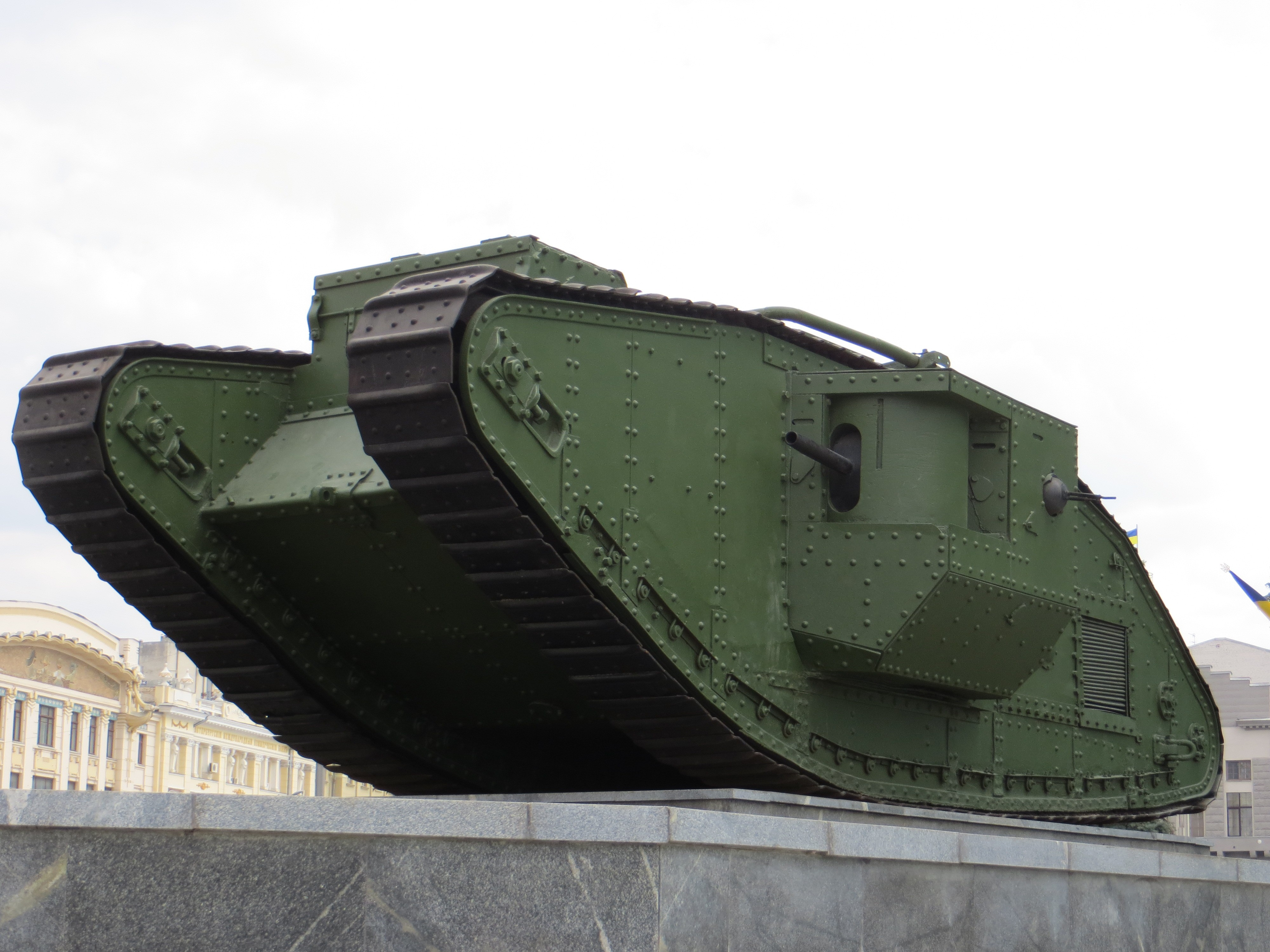
하르키우에서의 마크 5 Composite급 전차
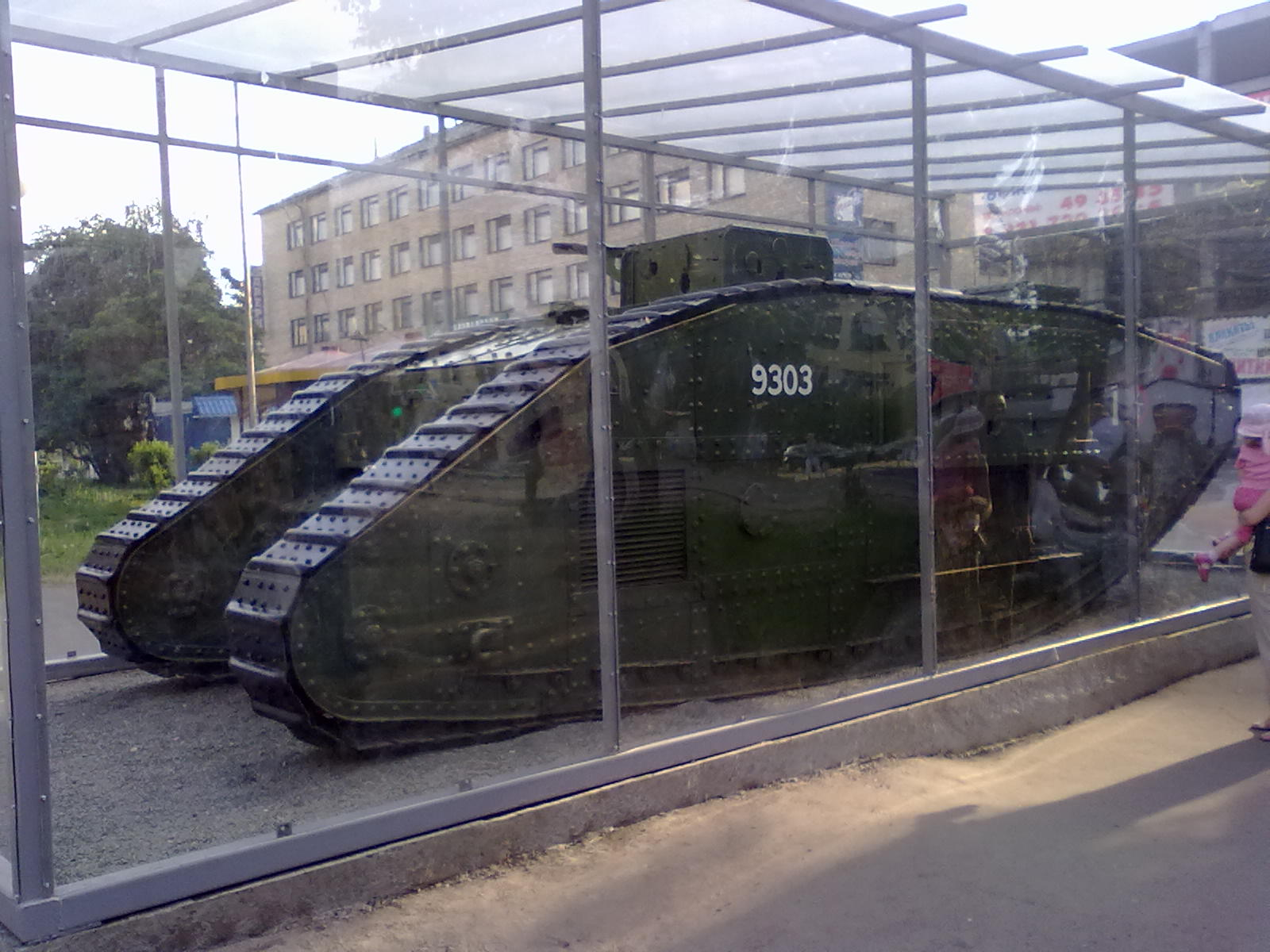
아르한겔스크에서의 적군이 백군에게서 노획한 마크 5 전차

## 같이 보기
- 마크 IV 전차
- 비커스 6톤 경전차
- 대영제국 전쟁 박물관
- 보빙턴 전차 박물관
- 쿠빙카 전차 박물관
- 적백내전
- 독소전쟁